# OnlyOffice
ONLYOFFICE (раніше Teamlab) — офісний пакет із відкритим вихідним кодом, презентується як розроблений компанією Ascensio System SIA з головним офісом у Ризі (Латвія). Фактично на замовлення Ascensio Onlyoffice розробляється в Росії ЗАТ "Нові комунікаційні технології", яка нині переформована в АТ "Р7". При ребрендингу на російському ринку офісний пакет став продаватися під назвою "Р7-Офіс" через АТ "Р7". Обидві фірми були засновані Левом Банновим. Вся технологія і весь менеджмент перебувають у Росії (м. Нижній Новгород). Юридична особа Ascensio System SIA займається продажем ONLYOFFICE в ЄС, США та інших країнах.
Офісний пакет включає систему для управління документами, проєктами, взаємовідносинами з клієнтами та електронною поштою.

## Історія
ONLYOFFICE розроблений у грудні 2009 року для внутрішньокорпоративного спілкування і включав функціональність для ведення блогів, форумів, Wiki і додавання закладок. Спочатку проєкт називався TeamLab.
У березні 2012 року TeamLab представив на CeBIT перший у світі редактор документів на базі HTML5. У липні 2014 року TeamLab Office офіційно перейменовано на ONLYOFFICE. Вихідний код продукту відкритий на умовах ліцензії AGPLv3.
У березні 2016 року команда розробників офіційно анонсувала вихід десктопних редакторів — ONLYOFFICE Desktop Editors для ПК та Mac. Програма позиціонується як безкоштовна альтернатива пакета Microsoft Office.
У 2017 році було запущено програму для інтеграції з ownCloud/Nextcloud.
За даними розробників, на початок 2019 року кількість користувачів перевищила 5 мільйонів. А на момент лютого 2021 року – понад 7 000 000 користувачів.